# Perchtoldsdorf (Gemeinde St. Georgen)
Perchtoldsdorf ist ein abgekommener Ort in der Gemeinde St. Georgen am Ybbsfelde, Niederösterreich.
Der Ort scheint urkundlich erstmals 1188 auf. Im Jahr 1193 wird er mit fünf Lehen genannt und 1587 mit drei Lehen. Die letztmalige Nennung von Perchtoldsdorf erfolgte im Jahr 1795, was auf eine Aufgabe nach 1800 hindeutet. Der Ort befand sich beim Gurhof südlich von Hermannsdorf.